# 党官僚
党官僚（とうかんりょう、ロシア語: аппара́тчик）とは、共産主義政党の幹部で、特権的な地位を得た者を指す。

## 執権すべきプロレタリアートの不在
マルクス主義の理論では、ブルジョワジーから権力を奪い取ったプロレタリアートが執権すべきものとされた。しかし、かつて第一インターナショナルにおいてマルクスのプロレタリア独裁論を、革命指導者である共産主義者によるプロレタリアートに対する独裁にすぎないと批判したミハイル・バクーニンの予告や、カール・マルクスの先進国革命論とは異なり、世界で最初の社会主義革命（ロシア革命）が、経済発展が遅かった農業国・ロシアで成功したことによって、資本主義の発達の結果生まれるはずだったプロレタリアートが存在しない事態が起こり、プロレタリアートが育つまでの間、共産党幹部がプロレタリアートの役割を「代行」することとなった。これが党官僚専制支配の起源である。